# Hütting (Gemeinde Mitterkirchen im Machland)

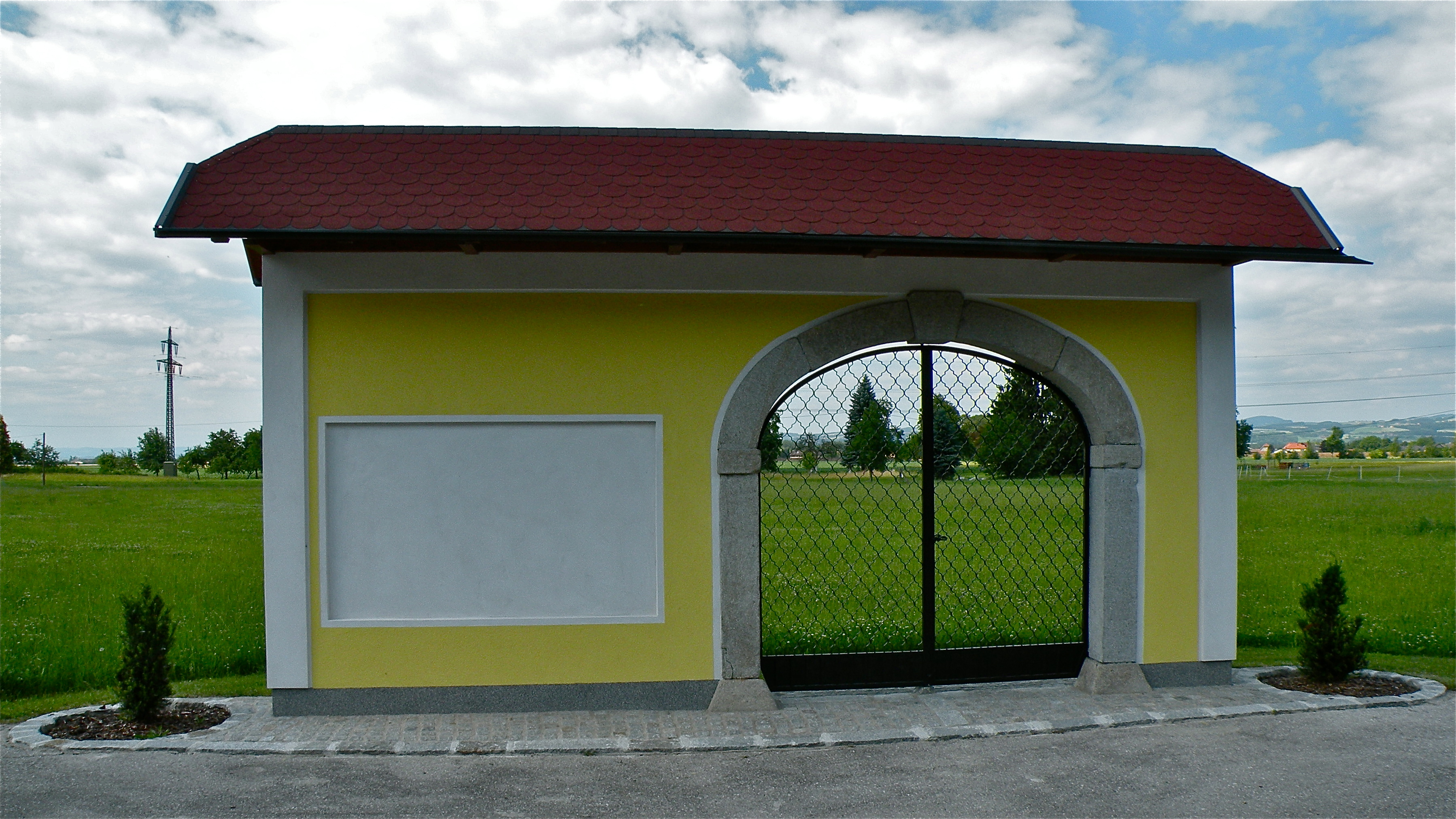
Torbogen des abgerissenen Wirtshauses Wallner, später Fries/Manner, direkt am Treppelweg gelegen, 1812 Basispunkt für die Vermessung des Donau-Hollers zwischen Wallsee und Ardagger

Hütting ist eine Ortschaft in der Marktgemeinde Mitterkirchen im Machland in Oberösterreich mit 0 Einwohnern (Stand 1. Jänner 2024) und erstreckt sich auf die Katastralgemeinden Langacker und Mitterkirchen.
Ein Großteil von Hütting befindet sich südlich des in den 2010er-Jahren errichteten Machlanddamms im Flutbereich der Donau. Seit 2002 wurden die Häuser der Ortschaft systematisch abgerissen. Die Bewohner haben in der Ortschaft Neu-Hütting (ebenfalls in der Gemeinde Mitterkirchen) ein neues Zuhause errichtet oder einen anderen Ort für den Neubeginn gewählt.

## Geographie

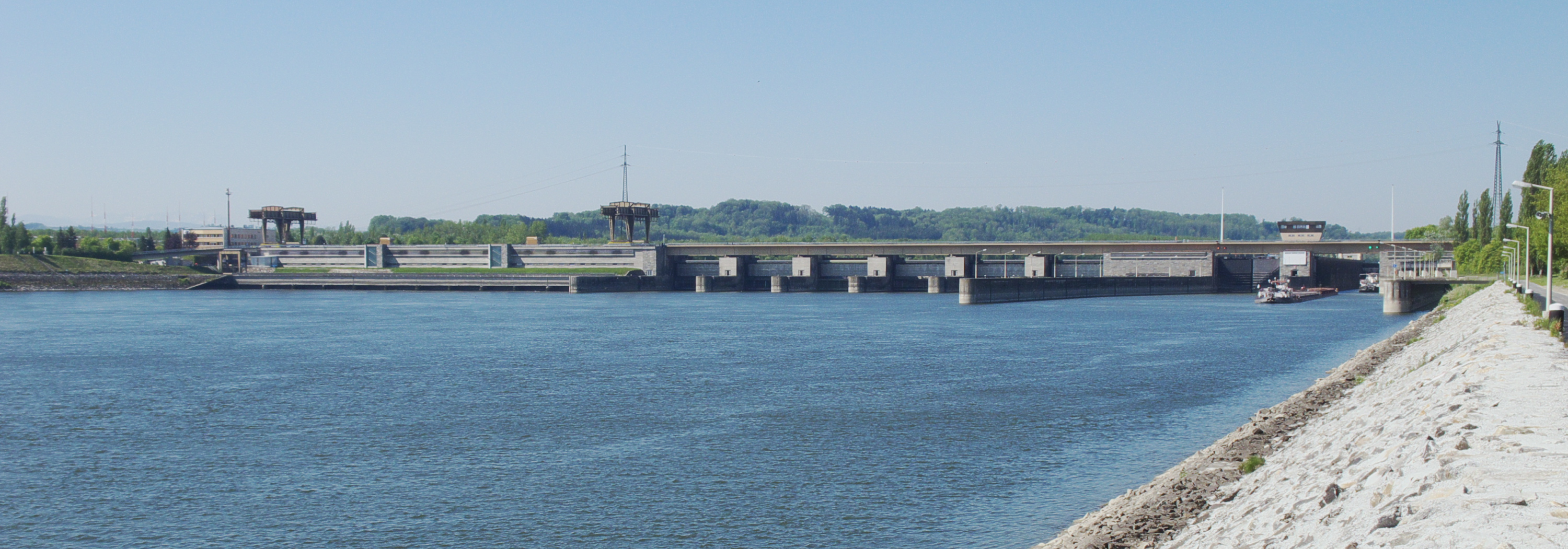
Der Bau des Kraftwerks Wallsee-Mitterkirchen veränderte die Landschaft Hüttings grundlegend.

Die Ortschaft Hütting ist die südlichste Ortschaft der Marktgemeinde Mitterkirchen und liegt direkt an der Donau in der Nähe des Kraftwerks Wallsee-Mitterkirchen am Donauradweg auf 234 m ü. A.
Im Süden von Hütting befindet sich die Donau, im Osten die Kaindlau, im Nordosten der Hauptort Mitterkirchen, im Nordwesten die Ortschaft Hörstorf und im Westen befinden sich die Ortschaften Inzing, Weisching und Gang.
1825 war Hütting ein Markt mit 36 Häusern, 49 Wohnparteien und 217 Einwohnern. 1869 hatte Hütting 26 Häuser mit 148 Einwohnern. Von 1951 bis 2001 ging die Wohnbevölkerung von 210 auf 177 zurück.

### Hüttinger Altarm

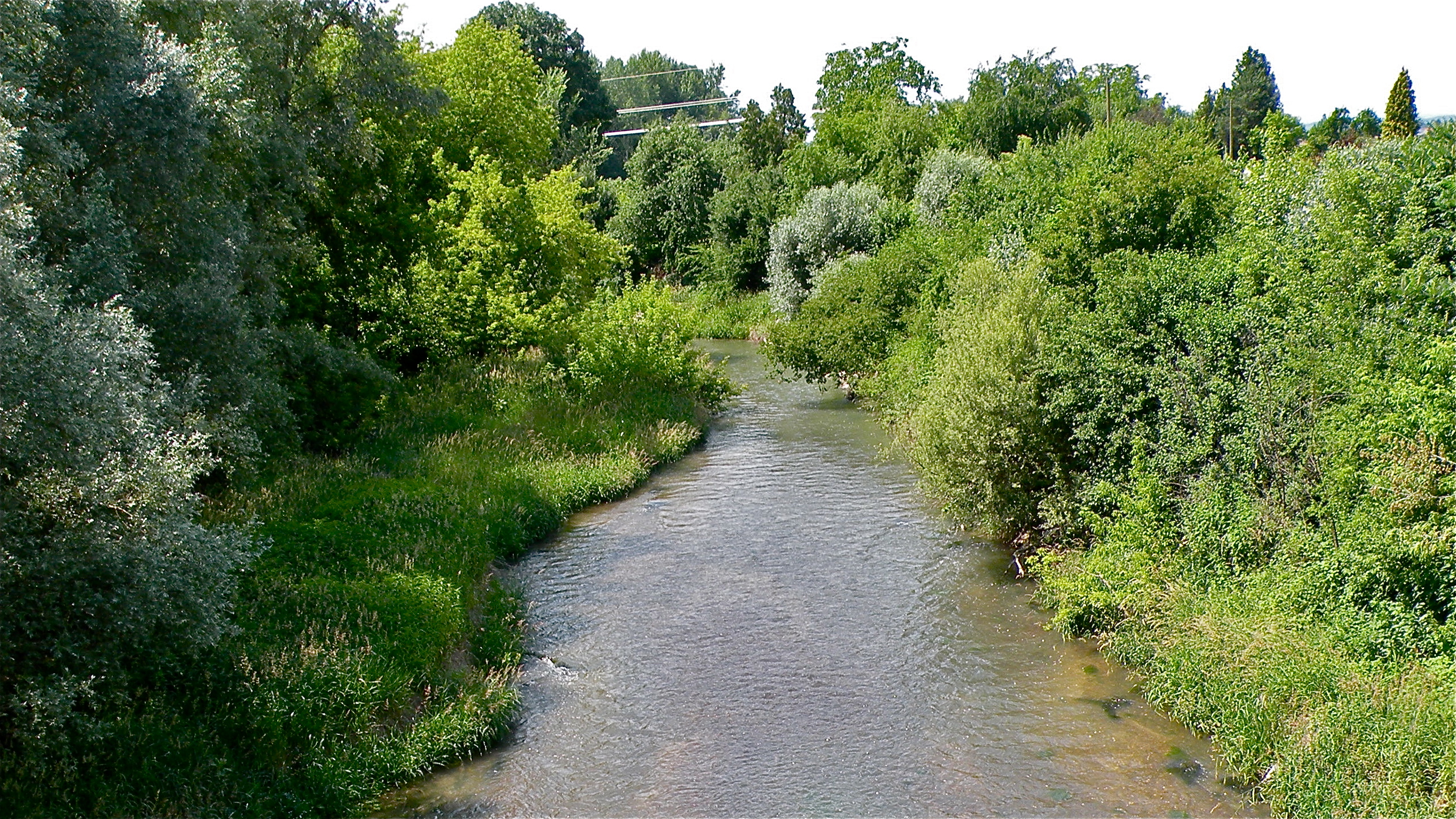
Hüttinger Altarm bei Hütting

Der bei der Donauregulierung im 19. Jahrhundert entstandene Hüttinger Altarm ist nach der Ortschaft benannt. Er durchfließt Hütting von West nach Ost und mündet südöstlich der Kaindlau in die Donau. Zuflüsse sind der Aist-Mühlbach, das Mitterwasser und die Naarn.

### Naarn
Neben der Donau prägte auch die Naarn viele Jahrhunderte lang das Ortsbild von Hütting. Während ursprünglich die Mündung bei Staffling (Gemeinde Naarn im Machlande) gelegen war, zeigt eine Karte aus dem Jahr 1656 (Matthäus Merian der Jüngere) die Naarnmündung westlich von Hütting. Im 20. Jahrhundert gelangte die Naarn mehrere Kilometer östlich von Hütting bei Dornach in der Gemeinde Saxen in die Donau. Erst durch die Naarnregulierung in den 1960er-Jahren wurde diese Mündungsverschleppung teilweise rückgängig gemacht.

### Hochwasserkatastrophen, Aussiedelung und Machlanddamm
Nach dem Donauhochwasser 2002 wurden im Zuge der Verwirklichung des Hochwasserschutzprojekts Machland Nord rund fünfzig bestehenden Wohngebäude in Hütting abgerissen und ein Großteil der Bewohner (21 Familien) übersiedelten innerhalb der Gemeinde Mitterkirchen nach Neu-Hütting, drei Kilometer nordwestlich vom bisherigen Standort entfernt. Die Aussiedlung erfolgte gemäß den Richtlinien der Oberösterreichischen Landesregierung und wurde entsprechend finanziell unterstützt. Die Häuser mussten zur Gänze abgetragen werden, nur vereinzelt durften Relikte als Erinnerung bleiben. Der Machlanddamm verläuft nördlich der ehemaligen Ortschaft Hütting.
Hütting war im Verlauf der Jahrhunderte mehrmals von Hochwasserkatastrophen betroffen, was dazu führte, dass die Bewohner den Standort ihrer Siedlung mehrmals verändert haben und dabei auch wertvolle Äcker verloren.

„Hütting erscheint ... auf Vischer´s Karte 1667 als ein Dorf mit einer Kirche, und bey Fuhrmann (1734) als ein Dorf ohne Kirche, ist aber ... gegenwärtig 1/2 Stunde von der Donau entlegen. Sobald jedoch der Strom einen anderen Lauf nimmt, sind die Bewohner von Hütting eben jener großen Gefahr des Ertrinkens ausgesetzt, der sie bey Mennesgedenken schon dreymkal nur durch schnelle Umsiedlung und weiteres Zurücksetzen der Wohnungen entgingen, dabei aber besonders 1786 einen großen Theil ihrer Aecker verloren.“

Alt-Hütting dürfte sich bis zur ersten Hälfte des 18. Jahrhunderts südwestlich der bis 2002 bewohnten Ortschaft auf einer Insel zwischen der Donau und einem Altarm befunden haben und auch über eine Kirche verfügt haben. Eine solche ist in der Landkarte des Topographen Georg Matthäus Vischer 1669 noch eingezeichnet, ebenso in der 1710 vom Nürnberger Johann Baptist Homann angefertigten Landkarte. Es gibt Hinweise, dass es sich um eine St. Veits-Kirche gehandelt hat, die nach einer Hochwasserkatastrophe nicht mehr wieder aufgebaut worden war. Auch damals wurde die von der Donau weg verlegte Ortschaft Neu-Hütting genannt.

## Geschichte
Hütting ist mit seiner -ing Nachsilbe den alten bairisches Siedlungsgebieten zuzurechnen (Verbindung mit Personennamen Hitto) und zählte im Mittelalter zu den neun oberösterreichischen Märkten beziehungsweise Bürgersiedlungen des 12. Jahrhunderts.
Auf Grund seiner Lage an der Donau und in Verbindung mit den durch archäologische Grabungen hinreichend belegte Siedlungsplätzen kann Hütting als alter Handels- und Marktplatz angenommen werden.
Die ersten urkundlichen Erwähnungen stammen aus dem Jahr 1151 und von einer lateinischen Urkunde über die Besitzrechte des Klosters Wilhering aus dem Jahr 1155 (villa, que vocatur Hitingen). Es wird dort auch von besonderen Rechten der Einwohner gesprochen und zwar im Hinblick auf Grundstücke, Weideplätze, Wälder und allgemeine Sonderrechte. Die Einwohner werden als Mitbürger bezeichnet, was als Indiz für den Stadt- und Marktcharakter eines Ortes anzusehen ist.
Aus Urkunden ist auch ersichtlich, dass die Machländer, später die Babenberger und Habsburger, die Klöster Wilherhing, Nieder-Altaich und wohl auch Baumgartenberg Besitz in Hütting hatten. Zu den Wallseern hatten die Hüttinger gute Beziehungen, da diese mitunter auch als Schutzmacht für Hütting auftraten.
1513 verfügte Hütting über einen Marktrichter, der die Bestimmungen der alten Urbarbücher erneut in einer sogenannten Taidingschrift (Weistum) aufzeichnete. Eine Abschrift aus dem 16. Jahrhundert befindet sich im oberösterreichischen Landesarchiv, eine weitere aus der ersten Hälfte des 17. Jahrhunderts im Schlossarchiv Wallsee.
Hütting hat angeblich bereits in der Karolingerzeit eine Ladstatt besessen. Dem wird allerdings entgegengehalten, dass den Hüttingern erst zwischen 1559 und 1574 in einem Prozess gegen die Stadt Grein die bis dahin nur angemaßten Rechte bestätigt wurden.
Im 19. und 20. Jahrhundert befuhren Hüttinger Flößer die Donau. Holz, das im Rahmen der Scheiterschwemme auf der Naarn in die Kaindlau gelangte, wurde zu etwa 60 Meter langen, bis zu 13 Meter breiten Flößen mit 500 bis 700 Festmetern verladen. Eine Besatzung von 14 Mann brachte das Holz in rund zehn Tagen bis Budapest. Während der Zwischenkriegszeit wurde Obst und andere Naturalien in großen Booten bis nach Wien gebracht.
Beim Bau des Kraftwerks Wallsee-Mitterkirchen von 1964 bis 1968 wurde die Donau dauerhaft in ein neues Flussbett geleitet, das wesentlich näher an der Ortschaft Hütting liegt. Das Landschaftsbild wurde dadurch deutlich verändert.
Nach dem größten Hochwasser des 19. Jahrhunderts im Jahr 1899 waren die Häuser in Hütting fast alle unbewohnbar. Beim Jahrhunderthochwasser von 1954 und 2002 war Hütting neben weiteren Ortschaften Mitterkirchens zur Gänze überflutet.

## Hüttinger Wappen als Teil des Mitterkirchner Gemeindewappens

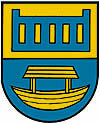
Wappen von Mitterkirchen im Machland

Das Ansuchen der Mitterkirchner um die Erhebung zum Markt wurde u. a. mit dem alten Marktrecht der Ortschaft Hütting begründet. Der untere Teil des Gemeindewappens von Mitterkirchen wurde dem Hüttinger Wappen entnommen und weist auf die große Bedeutung der seinerzeitigen Überfuhr vom ehemaligen Markt Hütting nach Wallsee hin.
Ein Siegeltypar vom Ende des 16. Jahrhunderts zeigt ein Schiff mit einem rudernden Fergen und die Umschrift „INSIGEL GEMEINES MARCKHTS HITTING“ wird im oberösterreichischen Landesarchiv verwahrt.
Das Wappen wird ohne Umschrift von der Freiwilligen Feuerwehr Hütting verwendet.
Eine ständige Überfuhr über die Donau zwischen Mitterkirchen und Wallsee gab es etwa seit Beginn des 20. Jahrhunderts. Einige Hüttinger Hausbesitzer mit Wasserrecht nannten sich Marktkommune Hütting, hielten Sitzungen im örtlichen Gasthaus ab und führten ein Zunftzeichen. Die Überfuhr war an Pächter vergeben, mit sogenannten Mutzen Personen und Waren über die Donau ruderten. Der letzte Donau-Fährmann war Josef Lichtenstöger (* 1882, † 1954). Er übte den Beruf 40 Jahre lang aus. Jährlich wurde mit der Mutzen eine Wallfahrt nach Maria Taferl unternommen, die von der Musikkapelle begleitet wurde. Die nationalsozialistischen Behörden nannten die Wallfahrerzille Narrenschiff und untersagten ab 1939 die Wallfahrten, die erst 1946 wieder aufgenommen werden konnten.
1954 wurde eine Rollfähre mit einer Tragkraft von 15 Tonnen eingeweiht, die von einem 5,5 Tonnen schweren Stahlseil gehalten wurde. Nach dem Bau des Kraftwerks Wallsee-Mitterkirchen funktionierte die Fähre wegen der zu geringen Strömungsgeschwindigkeit der Donau unterhalb des Kraftwerkes nicht mehr zufriedenstellend und wurde aufgelassen.

## Infrastruktur

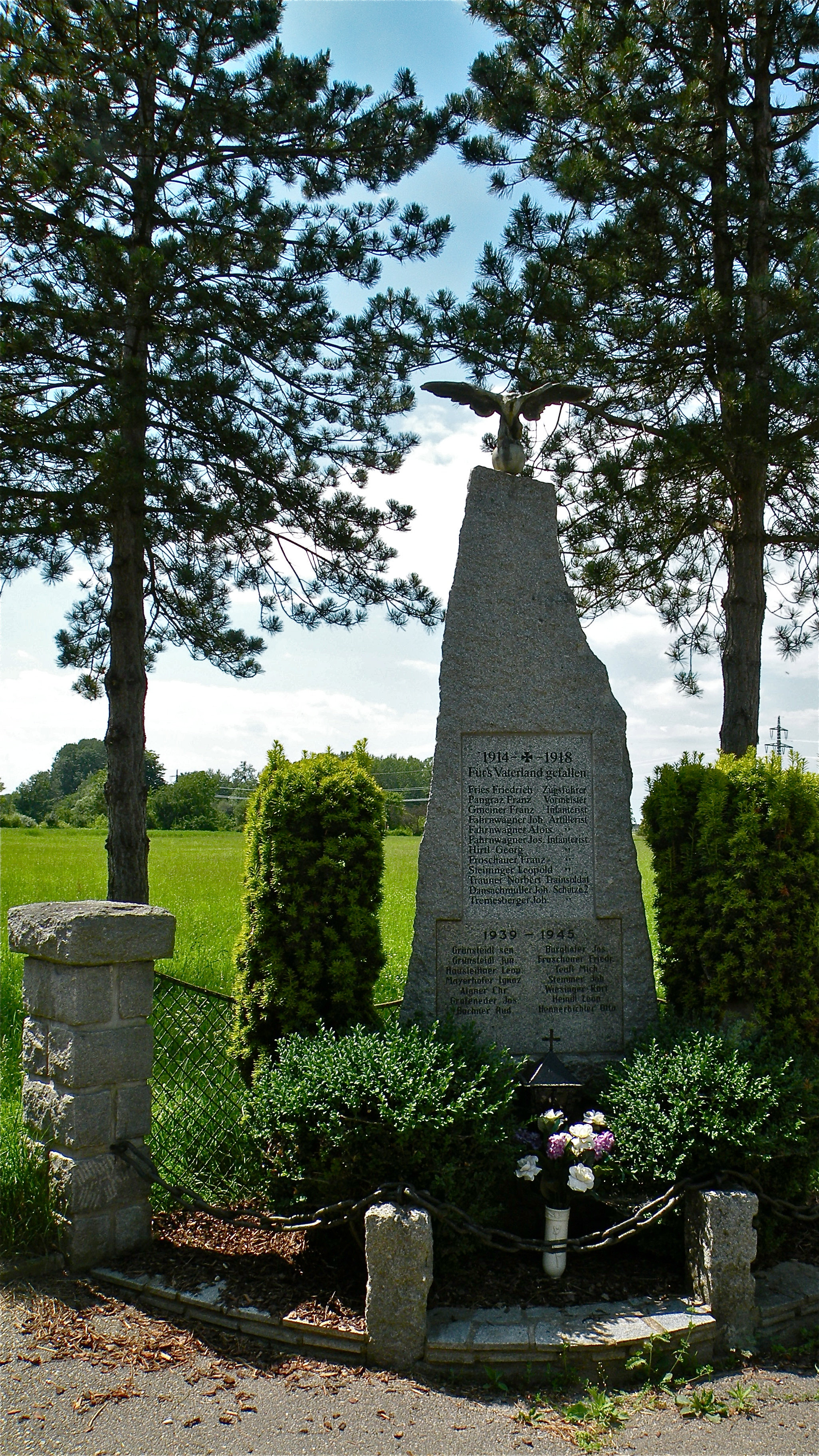
Kriegerdenkmal in Hütting

Der Treppelweg für die Begleitmannschaften der Schiffszüge führte entlang des Hüttinger Armes. Pflasterreste dieses Weges wurden bei der Straßenverbreiterung bzw. Straßenverlegung im Rahmen des Kraftwerkbaus verschüttet. In Hütting und Umgebung gab es Einstellplätze für die Pferde und Unterkünfte für die Schiffsleute.
In Hütting besteht seit 1926 ein Kriegerdenkmal für die Gefallenen des Ersten Weltkriegs, das später um die Gefallenen des Zweiten Weltkriegs ergänzt wurde.
Die Freiwillige Feuerwehr Hütting ist eine selbstständige öffentlich-rechtliche Körperschaft im Rahmen der Marktgemeinde Mitterkirchen und verfügt über eigene Löschfahrzeuge und Wasserrettungsboote sowie ein eigenes Feuerwehrhaus. Die Gründung erfolgte 1901 als Freiwillige Feuerwehr Mitterkirchen-Hütting.
Der Sportverein ATSV bzw. später ASKÖ Mitterkirchen wurde ursprünglich 1964 im Gasthaus Fries in Hütting als Arbeiter Turn- und Sportverein Hütting gegründet.